# Фортепіанні цикли (Фільц)
Богдана Фільц є авторкою семи циклів для фортепіано. Їхня музична мова містить опору на фольклорні джерела карпатського регіону, з особливими як ладовими так і ритмічними вирішеннями. "Вона закінчила Львівську спеціальну музичну десятирічку, навчаючись у класі фортепіано доцента І. І. Крих. Саме тому твори Б. Фільц для цього інструменту, як найлегші, так і найважчі, відрізняються піаністичністю, зручністю викладу". "Композиторка надає перевагу узагальненому типу програмності. Частіше можна говорити про жанрову метафору або про підкреслення національної природи інтонації в цілому ряді її фортепіанних опусів".

### Три п'єси для фортепіано на теми лемківських народних пісень (1956-1959)
Написані протягом 1956-1959 років. В основі - лемківські побутові наспіви. "Своєрідні, яскраві, позначені органічним поєднанням щедрого мелодизму з пружньою, часто синкопованою ритмікою, що посилює їх виражальну експресію та емоціональну наснагу". 
Цикл складається з 3 п'єс:
- Лемківська пісня №1 (Andantino).
- Лемківська пісня №2 (Andante risoluto), заснована на лемківській пісні "Бодай та карчмичка горі димом пошла"
- Лемківська пісня №3 (весільна) (Allegro con fuoco). В основі  лемківська пісня "Здалека сме приїхали".

### 10 Закарпатських новелет (поч. 1960-х)
Цикл написаний на початку 1960-х років. "Всі п'єси об'єднує наскрізна образна ідея - звеличення одухотвореності краси карпатських гір та барвистого побуту їх жителі". Цикл побудований за принципом зіставлення контрастних частин. Єдність цикл досягається завдяки однотипному інтонаційному матеріалі - закарпатських наспівах. 
Цикл складається з 10 п'єс:
- I
- II
- III
- IV
- V
- VI
- VII
- VIII
- IX
- X

### Лемківські варіації (1972)
Цикл, написаний у 1972р. У цьому циклі композиторка продовжує фольклорну лінію, але більше акцентує увагу на посиленні звучання ритміки, тембру, динаміки та ладових звукорядів. ""Лемкіські варіації" належать до того типу творів, у яких народно-національні стимули викликали "розкріпачення" тонально-гармонічної та ритмічної організації"
Цикл складається з теми та чотирьох варіацій:
- Тема (Allegretto);
- Var. I (Vivace grazioso);
- Var. II (Risoluto);
- Var. III (Lento. tranquillo);
- Var. IV ()Allegro ritmico).

### Київський триптих (1982)
Цикл, написаний у 1982 році, та присвячений 1500-ліття столиці України. Виданий у редакції М. Крушельницької.
Цикл складається з трьох п'єс:
- "Ostinato" (Largo) - мелодія заснована на автентичних мотивах лаврського розспіву XVIII століття;
- "Toccata" (Vivace)
- "Maestoso" (Largo Maestoso)

### Шість візерунків (1984-1989)
Цикл, написаний у 1984-1989-х роках. В основі  - невеликі п'єси з дуже яскравою музичною мовою. ""Візерунки" сприймаються як графічні замальовки чогось вигадливого, фантастичного". У цьому циклі композиторка експериментує над звучанням, використовуючи композиторські техніки XX століття, завдяки яким прагне відтворити певні орнаменти. 
Цикл складається з шести п'єс:
- Перший візерунок (Lento misterioso, rubato);
- Другий візерунок (Con fuoco);
- Третій візерунок (Rapido, improvisato);
- Четвертий візерунок (Andante);
- П'ятий візерунок (Andantino);
- Шостий візерунок (Vivace).

### Музичні присвяти (1985-2002)
Цикл, написаний у 1985-2002 роках. Концепція циклу ґрунтується на використанні алюзій до найбільш показових творів композиторів, що справили на Б. Фільц велике значення. 
Цикл складається з семи п'єс:
- "Відлуння минулих літ" (Присвята Д. Січинському) 1985р., (Andantino rubato). Використовується мотив із солоспіву "Бабине літо" на сл. М. Гавалевича.
- "Спомин" (Пам'яті С. Людкевича) 1992р., (Lento teneramente). Використовуються уривки з романсу "Тайна" на вірші О. Олеся;
- "Сумна пісня" (Присвята В. Барвінському) 2000р., (Andantino). Використовується цитата з фортепіанної "Думки";
- "Меланхолійний вальс" (Присвята А. Кос-Анатольському) 2000р., (Andante melancolico). Використання мотиву з романсу "Ой ти, дівчино, з горіха зерня", на сл. І. Франка;
- "Ліричний прелюд" (Присвята Є. Козаку) 2000р., (Moderato cantabile). Використовується цитата з хору "Вівчарик";
- "Скецо" (Присвята М. Колессі), (Allegro capriccioso). Використовується цитата з "Сонатини" та характерні імпульсивні ладово-інтонаційні елементи;
- "Елегія" (Присвята Л. Ревуцькому) 2002р., (Andante doloroso). Використовується мотив з "Пісні для фортепіано".

### Калейдоскоп настроїв (1996)
цикл, написаний у 1996р. У цьому циклі відчувається підкреслена увага до передавання гуцульського мелосу та особливостей його ладової будови. Засобом єдності циклу стають образи, створені уявою композиторки, які вона прагне передати засобами музичної виражальності. 
Цикл складається з  3 п'єс:
- "Пісня-роздум" (Largo teneramente);
- "Коломийка" (Allegro);
- "Фантазія контрастів" (Lento misterioso).